# 堀中優希
堀中 優希（ほりなか ゆき、8月18日 - ）は、日本の女性声優。フリー。
東京都出身。

## 来歴
小さい頃から毎月『なかよし』と『りぼん』を買っており、漫画が好きであり、アニメ化されたら観るという感じだったという。高校2、3年生の時に気付いたら職業としての声優に関心を持っていたという。アニメを色々観ているうちに興味が沸いて、芝居にも興味があったことから「声優になりたい」と思ったという。
どうやったらなれるのか、インターネット、雑誌で調べて、「養成所か専門学校に行くのがいい」と分かって、養成所に通っていた。2008年秋頃に実施されたオーディションに合格し、2009年プロダクション・エース所属となる。10月に『生徒会の一存』にてヒロインの椎名真冬役で声優デビュー。同作品では声優ユニット「碧陽学園生徒会」を結成し、オープニングテーマとエンディングテーマを担当。
2010年10月31日をもってプロダクション・エースを退所。フリーを経て2011年9月に賢プロダクションに所属、2017年3月31日で同事務所を離れフリーに戻り活動中。
2017年4月より自身のYouTubeチャンネルを開設し、3分間のトーク音源「堀中優希のおやすみ3分」を月1回程度の頻度で投稿開始。2021年現在、声優として表立った活動は見られないが、この音源の投稿は継続されている。

## 人物
趣味は読書、ゲーム、書道、ビーズアクセサリー制作。学生時代は書道部に所属していた。
好きな色はピンク。
好きな野菜第1位はじゃがいも。第2位にごぼう（第2位は2023年2月28日に追加された）。

## 出演
太字はメインキャラクター。

### テレビアニメ
- 生徒会の一存（2009年、椎名真冬）
- ジュエルペットシリーズ（2013年、やみりんちゃん、エンジェルちゃん / ドロシーちゃん） - 2シリーズ[注 1]
- ガンダムビルドファイターズトライ（2015年、少女）
- 黒子のバスケ（2015年、演劇部女子A）

### ゲーム
2010年
- 生徒会の一存 -DSする生徒会-（椎名真冬）
- シャイニング・フォース クロスレイド（テネブラ）

2011年
- テイルズ オブ エクシリア（エリーゼ・ルタス）

2012年
- シャイニング・フォース クロスエリュシオン（キャラクターボイス）
- テイルズ オブ エクシリア2（エリーゼ・ルタス）

2013年
- あさき、ゆめみし 〜ひととせ〜（金鬼）
- アイコレ（秋葉紅葉、内気絵里）

2014年
- 限界凸記 モエロクロニクル（ジャックランタン、マミー）
- 戦場のウエディング
- グリモア〜私立グリモワール魔法学園〜（楠木ありす）

2015年
- クイズRPG 魔法使いと黒猫のウィズ（キャナル・エアガイツ）
- 白猫プロジェクト（ネム・レム）
- ロボットガールズZ ONLINE（レディコマンド）

2016年
- グランブルーファンタジー（エリーゼ・ルタス）
- テイルズ オブ アスタリア（エリーゼ・ルタス）
- モン娘☆は〜れむ（お月見マーヤ）
- 逆転オセロニア（ハピア）

2017年
- テイルズ オブ ザ レイズ（エリーゼ・ルタス）
- ファイアーエムブレム Echoes もうひとりの英雄王（ジェニー）
- ファイアーエムブレム ヒーローズ（ジェニー）
- 限界凸城 キャッスルパンツァーズ（ジャックランタン）

### ドラマCD
- Chrome Shelled REGIOS Character Songs - The First Session -（2009年、カリン）
- Chrome Shelled REGIOS Character Songs - The Second Session -（2009年、カリン）
- 生徒会の一存 キャラクター・ファンディスクシリーズ（2009年 - 2010年、椎名真冬） - 4作品
- アンソロジードラマCD テイルズ オブ エクシリア Vol.1 - 2（2012年、エリーゼ・ルタス）
- おくさまが生徒会長!（2013年 - 2014年、新倉あやね[18]） - コミックス3 - 5巻限定版付属CD

### 吹き替え

#### アニメ
- ドックはおもちゃドクター（2016年、ララ）

### 実写
- アニソン★カフェ ゆめが丘（tvk：2009年1月14日 - 9月25日、カフェアルバイト店員）
- テイルズ オブ フェスティバル 2012

### ラジオ
- 碧陽学園☆校内放送（2009年、『生徒会の一存』テレビアニメ公式サイト、角川アニメチャンネル）
- 碧陽学園☆校内放送 放課後編（2010年、『生徒会の一存』テレビアニメ公式サイト、角川アニメチャンネル）

### ラジオドラマ
- じみちょス（恭本陽菜）

### 音楽CD
- 生徒会の一存シリーズ（碧陽学園生徒会〈椎名真冬名義〉）
  - Treasure（生徒会の一存オープニングテーマ）
  - 妄想☆ふぇてぃっしゅ!（生徒会の一存エンディングテーマ）
  - 生徒会の一存 キャラクター・ファンディスク 椎名真冬

### ラジオCD
- 生徒会の一存 DJCD 碧陽学園☆校内放送〜夏休み編〜
- 生徒会の一存 DJCD 碧陽学園☆校内放送〜期末テスト編〜
- DJCD テイルズリング・エクシリア 第1巻
- DJCD テイルズリング・エクシリア Comic Market 83 Limited

### 携帯コンテンツ
- 着ボイス「生徒会の一存」（椎名真冬）
- 声優アニメイト 声優になりたいCASE.04 新人声優インタビュー
- 着うた/着ボイス VvoxX（琴音）
  - YUMEGIWA DOLL
  - EDOKYO FUTURE
  - ラジオドラマ「VvoxX誕生!」

### ステージ
- アニ★ゆめセカンドシーズン 東京・恵比寿 AMGホールでの定期公演（2009年12月25日 - 2010年5月1日）
- アニ☆ゆめ　東京・恵比寿 AMGホールでの定期公演（2010年6月25日 - 9月25日）

## コラム
- 堀中優希の夢時間が届きます（2010年12月29日 - 2012年3月27日、GAMESPOTJAPAN）
- 堀中優希のほわうさの気持ち（2012年2月28日 - 、ビバ☆テイルズ オブ マガジン）

## 書籍
- 生徒会の全集（2010年3月18日）
- ぜったい声優になる!最強トレーニングBOOK